# Піддуб'я (Калінінградська область)
Піддуб'я (рос. Поддубье) — селище Славського району, Калінінградської області Росії. Входить до складу Большаковського сільського поселення.
Населення — 251 особа (2015 рік).

## Населення
| 2002 | 2010 |
| ---- | ---- |
| 249  | ↗251 |